# Harpago
Harpago is een geslacht van in zee levende slakken, behorend tot de familie Strombidae.

## Soorten
- Harpago arthriticus (Röding, 1798)
- Harpago chiragra (Linnaeus, 1758)